# Хелле, Сойни
Сойни Хелле (фин. Soini Helle, 15 апреля 1914, Йокиойнен — 1992) — финский шахматист.
Выступал преимущественно во внутренних соревнованиях. Наиболее известен тем, что в составе национальной сборной Финляндии принимал участие в шахматной олимпиаде, которая проходила в Дубровнике в 1950 г. В этом соревновании Хелле выступал на 1-й запасной доске (другие участники команды — Э. Бёк, К. Оянен, Р. Ниеми, А. Ниемеля и Х. Хейкинхеймо). В 10 сыгранных партиях он набрал 4½ очка: одну партию проиграл (Х.-Х. Штаудте в матче со сборной ФРГ), остальные завершил вничью.